# حامد محمد الخليفة
حامد محمد الخليفة هو باحث في التاريخ السياسي والفكر الإسلامي من الجمهورية العربية السوريه. صدرت له عددٌ من الكتب والروايات أبرزها روايةُ «انتصارات يوسف بن تاشفين بطل معركة الزلاقة وقائد المرابطين موحد المغرب ومنقذ الأندلس من الصليبيين» التي فصَّل فيها عن يوسف بن تاشفين متناولًا مختلف جوانب حياته، كما أتبعهُ بكتاب ثاني في نفس المجال هو «يوسف بن تاشفين: بطل معركة الزلاقة وقائد المرابطين موحد المغرب ومنقذ الأندلس من الصليبييّن (الجزء الثاني)»، فضلًا عن كتاب «ريحانة النبي الحسين بن علي» الذي تحدث فيهِ عن الحسين بن علي وكيف وما عاش ثمّ عن فضائله وما فعل خلال حياته وحتى بعد مماته.
نشر الخليفة أيضًا كتاب «الموقف من التاريخ الإسلامي وتأصيل الهوية» وهو كتابٌ بمثابة دراسة قدَّم فيها طرق دراسة التاريخ الإسلامي وشرحَ كيف يُمكن تأصيل الهويّة. لدى حامد كتبًا أخرى كلها في مجال التاريخ السياسي والفكر الإسلامي الذي تخصَّص فيها منها كتاب « خصائص أبي بكر الصديق والموقف من خلافته» وهو كتابٌ – كما يدلُّ على ذلك عنوانه – خصَّ بالذكر أبو بكر الصديق، فضلًا عن كتاب «الإنصاف فيما وقع في العصر الراشدي من الخلاف» حيث ضمَّ هذا الكتاب الذي تجاوزت عددُ صفحاته الـ 400 صفحة من النوع الكبير سردًا تاريخيًا موثّقًا لأهمّ الأحداث التي حصلت في العصر الراشدي والتي كان لها تأثيرٌ مباشر على العصور اللاحقة، كما صدر له في نفس الموضوع كتابٌ آخر هو «الأنصار في العصر الراشدي: سياسيًا وعسكريًا وفكريًا».

## المسيرة المهنيّة
أول أعمال الكاتب حامد محمد الخليفة كان كتاب «الموقف من التاريخ الإسلامي وتأصيل الهوية» الذي صدرَ عن دار القلم للطباعة والنشر والتوزيع في العاصمة السوريّة دمشق عام 2005 في نحو 375 صفحة. تبنَّى المؤلِّفُ في هذا الكتاب موقفًا علميًا واضحًا بناهُ كما يقول على أسس صحيحة وثوابت مستقرة أبرز فيها وسائل السلوك الصحيح والمنهج القويم في قراءة وكتابة التاريخ الإسلامي، وكيفية التعامل مع كتب التاريخ ورواته ومروياته ومفسريه ومحللي أحداثه، ودوافعهم وانتماءاتهم وروابطهم.
أصدر الخليفة كتاب «ريحانة النبي الحسين بن علي» عن دار القلم للطباعة والنشر والتوزيع (الترقيم الدولي: 9789933475796) وذلك في التاسع من تشرين الثاني/نوفمبر 2012 في نحو 201 صفحة. جرى الحديث في هذا الكتاب عن أبي عبد الحسين الذي وصفهُ بريحانة نبي الإسلام محمّد، كما حاول المؤلّف تقديم صورة واضحة عمّا حصل للحسين وبين هويّته وأسرته وفضائله بل شبهه بمحمد. تحدث أيضًا في الكتاب عمَّا سمَّاهُ خذلان أهل الكوفة للحسين وموقفه منهم حين واجهه جيشهم في كربلاء، ثمّ عرَّج على موضوع مقتله وتحديد الجناة، وذكر من قُتل معه.
نشر حامد محمد الخليفة في الثاني عشر من تموز/يوليو 2013 كتابًا جديدًا بعنوان «انتصارات يوسف بن تاشفين بطل معركة الزلاقة وقائد المرابطين موحد المغرب ومنقذ الأندلس من الصليبيين» في نحو 270 صفحة عن مكتبة الصحابة مكتبة التابعين. قدَّم حامد محمد في هذا الكتاب جولـة تاريخية فـي بلاد الأندلس كما قال، تـدور حول التعريف بدولـة المرابطين والمراحل التي مرَّت بها وما كان لها من أثر في نشر عقيدة التوحيد في ربوع بلاد المغرب والأندلس. يتتبع المؤلف في هذا الكتاب دولة المرابطين منذ نشأتها وكيف برزت كما يحكي عن ابن تاشفين ودوره في دولة المرابطين وما هي الوسائل السياسية التي تعامل بها مع من كان يصفهم بأعداء الإسلام.
واصل الخليفة غوصه في المواضيع التاريخيّة وخاصّة دولة المرابطين حيث نشر كتابًا بعنوان «يوسف بن تاشفين: بطل معركة الزلاقة وقائد المرابطين موحد المغرب ومنقذ الأندلس من الصليبييّن» وهو كتابٌ مكمّلٌ للأول صدر في نفس العام عن دار الميمان للنشر والتوزيع في نحو 320 صفحة. أكمل حامد محمد الخليفة حديثة عن إنجازات يوسف لكنّه تعمَّق هذه المرة في مواضيع جانبيّة مستخلَصة من تلك الأحداث في الماضي بما في ذلك طريقة توحيد المسلمين في مشارق الأرض ومغاربها والحسرة على عدم قدرة الدول العربية ولا الإسلاميّة على إنجاب شخصية مثل يوسف يُمكنه توحيد صفوف أمّة الإسـلام.
نشر حامد محمد في العاشر من كانون الأول/ديسمبر 2018 كتابًا جديدًا حمل عنوان «خصائص أبي بكر الصديق والموقف من خلافته» وذلك ضمن قسم أولُ الخُلفاء الراشدين أبو بكر الصديق. صدر الكتاب عن دار القلم للطباعة والنشر والتوزيع (الترقيم الدولي: 9789933291501) في نحو 572 صفحة، أما أبرز أعماله فكان كتاب «الإنصاف فيما وقع في العصر الراشدي من الخلاف» ضمن قسم الخلفاء الراشدين والخلافة الراشدة والذي صدر عن الدار الشامية للطباعة والنشر والتوزيع (الترقيم الدولي: 502020) في الأول من آب/أغسطس 2004 في نحو 568 صفحة.
بحث الكاتب في الكتاب الأخير مرحلة سمَّاها أهم مرحلة من تاريخ الأمة الإسلامية، وهي مرحلة العصر الراشدي، ولا سيما في الجانب السياسي والقضايا الداخلية، حيث أشار في كتابه إلى محاولات من يصفهم بالمجوس واليهود إلى اغتيال نبي الإسلام محمد في المدينة المنورة. عرَّج أيضًا في نفس الكتاب على موضوع اختيار الخليفة بعد محمد بإجماعٍ من المهاجرين والأنصار وإظهار بيعة علي بن أبي طالب وسعد بن عبادة الأنصاري لأبي بكر. روى حامد في الكتاب أيضًا عن اغتيال عمر الفاروق في محرابه على يد من وصفهم بالغدر المجوسي، وكذا مقتل عثمان وهو يتلو القرآن نتيجة الحقد اليهودي كما يقول.
يبحث الكتاب أيضًا مكانة الصحابة وحرمتهم، والشبهات التي حاطَت بهم، كما حاول الإجابة على سلسلة من التساؤلات التي تثار عما جرى في تلك المرحلة، وعن الدور الحقيقي لعبد الله بن سبأ وحركته السرية التي انتشرت في الكوفة والبصرة ومصر، وعن دور من وصفهم غوغاء الكوفة في التعاون مع السبئية، وما هي سياسة عثمان في مواجهة حرب الإشاعات. روى أيضًا عن كيف تمَّت بيعة علي، وموضوع تخلّف كبار الصحابة عن بيعته ولا سيما سعد بن أبي وقاص وطلحة بن عبيد الله والزبير بن العوام، كما حاول – من خلال استنتتجاته – تبيان حقيقة ما حصل في البصرة يوم الجمل، وكيف قُتل طلحة والزبير ومن الذين قتلهما، وما موقف علي من ذلك.
ركَّز بعدها الكاتب على حقيقة النزاع بعد ذلك بين علي وأمير الشام معاوية، وحجة كل منهما فيما اتخذه من مواقف، كما فصَّل في موقف علي ومعاوية من التحكيم، ومن ثم كيف قُتل أمير المؤمنين علي، وما هي حقيقة العلاقة بين الحسن بن علي ومعاوية. تعمَّق الخليفة كثيرًا في أحداث العصر الراشدي، حيث تحدث عن عظمة الإنجازات الحضارية في ذلك العصر، كما تناول المؤلف في هذا الكتاب الأحداث الشائكة في العصر الراشدي بدأً بما جرى في سقيفة بني ساعدة مروراً بحركات الشغب في عهد عثمان بن عفان وما إلى ذلك.
عادَ حامد محمد الخليفة للكتابة عن يوسف بن تاشفين حيث نشر في عام 2014 كتابًا جديدًا بعنوات «يوسف بن تاشفين: موحّد المغرب وقائد المرابطين، ومنقذ الأندلس من الصليبين» ضمن قسم تاريخ الأندلس الذي تخصَّص فيه الكاتب. صدر الكتاب عن دار القلم للطباعة والنشر والتوزيع ضمن سلسلة أعلام المسلمين (الترقيم الدولي: 9789933290160) في نحو 469 صفحة كاملة. أكمل الخليفة سردهُ للأحداث التاريخيّة راويًا عن تعرُّض العالم الإسلامي في القرن الخامس الهجري لهجمتين شرستين، استهدفت الأولى بلاد الشام واستهدفت الثانية بلاد الأندلس. ركَّز على الصحوة الإسلامية التي قادها في بلاد الشام يوسف بن أيوب صلاح الدين الأيوبي (532- 500هـ)، فبدأت عملية البناء والتحرير كما يرى. تناول بنوعٍ من التفصيل معركتي حطين في فلسطين، والزلاَّقة في الأندلس اللتان كانتا – بحسب الكاتب – نقطة تحوُّل عظيم في التاريخ الإسلامي. تتبعُ الكاتب ما وصفها التجربة المغربية خطوة خطوة، من بداية دعوة المرابطين، إلى توحيد المغرب تحت راية التوحيد، إلى إشاعة العدل بين الرعية، إلى إنقاذ الأندلس.

## قائمة أعماله
هذه قائمةٌ بأبرز أعمال الكاتب والمؤلِّف الإماراتي حامد محمد الخليفة:
- انتصارات يوسف بن تاشفين بطل معركة الزلاقة وقائد المرابطين موحد المغرب ومنقذ الأندلس من الصليبيين[21]
- ريحانة النبي الحسين بن علي[22]
- يوسف بن تاشفين: بطل معركة الزلاقة وقائد المرابطين موحد المغرب ومنقذ الأندلس من الصليبييّن (الجزء الثاني)[23]
- الموقف من التاريخ الإسلامي وتأصيل الهوية[24]
- خصائص أبي بكر الصديق والموقف من خلافته[25]
- الإنصاف فيما وقع في العصر الراشدي من الخلاف[26]
- يوسف بن تاشفين: موحد المغرب وقائد المرابطين، ومنقذ الأندلس من الصليبين (الجزء الثالث)[27]
- الأنصار في العصر الراشدي: سياسيًا وعسكريًا وفكريًا[28]